# (6489) Golevka
(6489) Golevka es un asteroide que forma parte de los asteroides Apolo y fue descubierto por Eleanor Francis Helin desde el observatorio del Monte Palomar, Estados Unidos, el 10 de mayo de 1991.

## Designación y nombre
Golevka recibió inicialmente la designación de 1991 JX.
Más adelante, en 1996, se compuso su nombre a partir de las primeras letras de tres estaciones astronómicas involucradas en observaciones de radar de este asteroide: la de Goldstone en California, la de Eupatoria en Crimea y la de Kashima en Japón.

## Características orbitales
Golevka está situado a una distancia media del Sol de 2,512 ua, pudiendo alejarse hasta 4,022 ua y acercarse hasta 1,002 ua. Tiene una inclinación orbital de 2,288 grados y una excentricidad de 0,601. Emplea 1454 días en completar una órbita alrededor del Sol. El movimiento de Golevka sobre el fondo estelar es de 0,2475 grados por día.
Golevka es un asteroide cercano a la Tierra que pertenece al grupo de los asteroides potencialmente peligrosos. Se aproximará a la Tierra el 14 de mayo de 2046 a una distancia de 0,0508 ua, el 19 de julio de 2069 a una distancia de 0,1011 ua y el 19 de junio de 2092 a una distancia de 0,1108 ua.

## Características físicas
La magnitud absoluta de Golevka es 19,2. Tiene 0,53 km de diámetro y un periodo de rotación de 6,026 horas. Su albedo se estima en 0,151. Golevka está asignado al tipo espectral Q de la clasificación SMASSII.
Golevka es un objeto pequeño, ya que sus medidas son 0,6×1,4 km. Las observaciones de radar revelaron que tiene una extraña forma angulosa que lo hace parecer diferente casi desde cada ángulo de observación. En 2003, observaciones de radar de alta precisión permitieron apreciar por vez primera el efecto Yarkovsky. Esto ayudó a calcular la densidad del asteroide y su masa, estimadas en 2,7±0,5 g/cm³ y 2,10×1011 kg respectivamente.